# Studzieniec (powiat obornicki)
Studzieniec – wieś w Polsce położona w województwie wielkopolskim, w powiecie obornickim, w gminie Rogoźno.
Wieś ma charakter owalnicy – jest rozłożona wokół podłużnego placu centralnego ze stawem pośrodku. 
Wieś szlachecka położona była w 1580 roku w powiecie poznańskim województwa poznańskiego. W latach 1975–1998 miejscowość należała administracyjnie do województwa pilskiego.

## Dwór w Studzieńcu

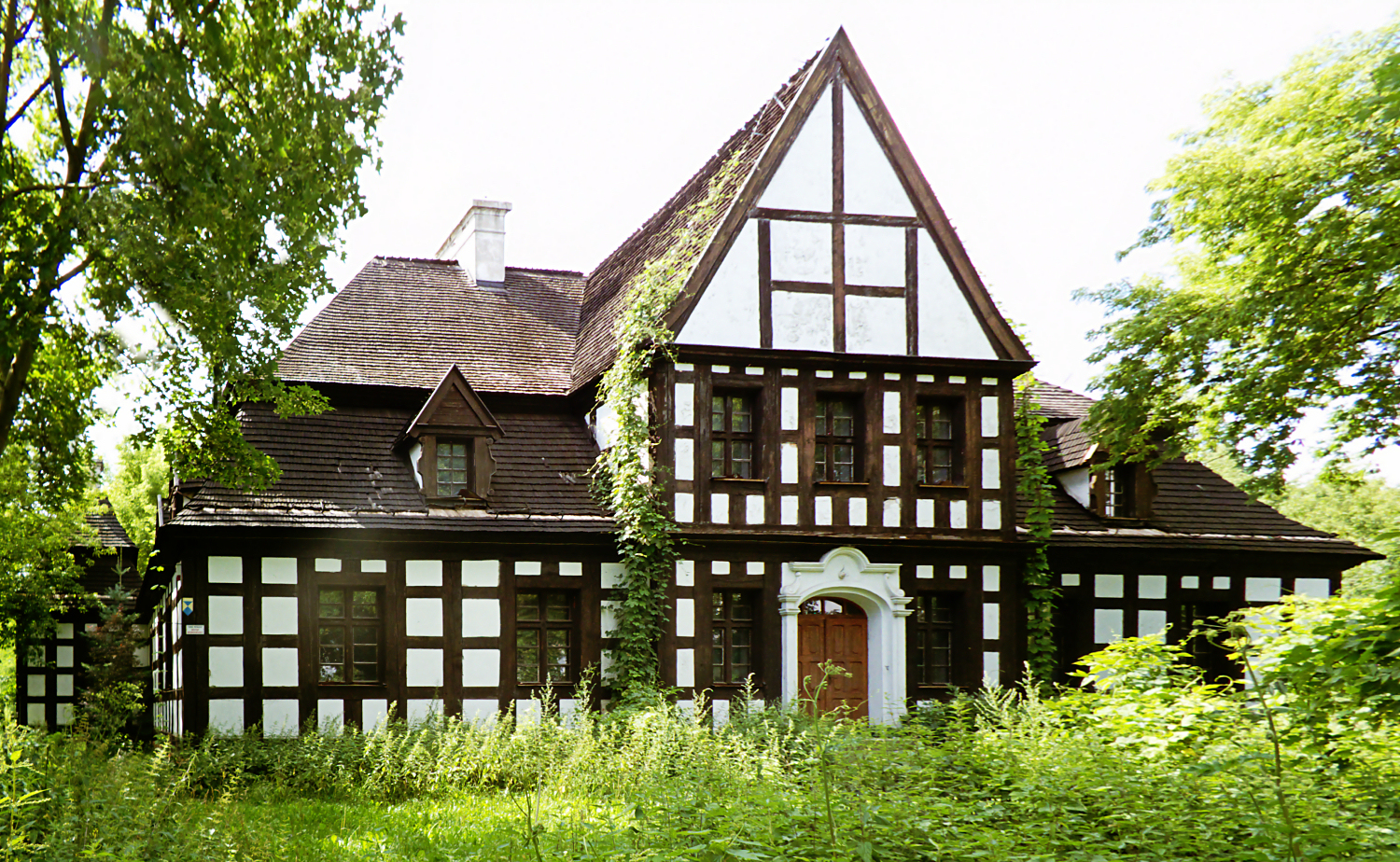
Dwór w Studzieńcu

W północno-zachodniej części wsi znajduje się okazały barokowy dwór Swinarskich. Fasadą zwrócony jest na wschód. Dwór powstał najprawdopodobniej w trzeciej ćwierci XVIII wieku. Wzniesiono go dla rodziny Kierskich, posiadającej majątek w Studzieńcu przez ponad czterdzieści lat. Zbudowany na planie prostokąta, posiada dwa alkierze znacznie wysunięte przed lico budynku od strony zachodniej, dach wysoki, łamany, kryty gontem. W elewacji wschodniej i zachodniej – płytkie, trójosiowe ryzality. Budynek jest parterowy, częściowo podpiwniczony, z piętrowymi wystawkami ponad ryzalitami elewacji frontowej i ogrodowej. Ściany zewnętrzne i działowe konstrukcji ryglowej wypełnione cegłą i otynkowane. Wejście główne znajduje się na osi fasady, z drzwiami zamkniętymi łukiem i ujętymi w architektoniczne obramienie. W XIX wieku dobudowano schody do alkierza południowego.
W 1982 roku rozpoczęto prace restauracyjne dworu, które zostały ukończone po prawie dziesięciu latach. Wierna kopia dworu została zbudowana w 1984 roku w Wielkopolskim Parku Etnograficznym w Dziekanowicach nad jeziorem Lednica.
Na południe od dworu znajduje się domek ogrodnika z 1842 roku i budynek gospodarczy z XIX wieku. Na zachód niewielki budynek – dawna owocarnia. Park dworski z końca XVIII wieku otacza dwór od południa zachodu i północy. W parku rośnie 29 gatunków drzew w wieku od 40 do 200 lat.
Zarówno dwór, jak też park wpisane są do rejestru zabytków.

## Echa historii
Wspomnieniem potyczek między wojskami napoleońskimi a carskimi, odbytych pod koniec lutego 1813 r. w studzienieckich lasach, jest legenda o zakopanych w okolicach Studzieńca skarbach zrabowanych w Rosji.
Według tradycji pułk francuski podążający w 1813 w odwrocie spod Moskwy postanowił w pobliżu wsi ukryć kasę pułkową. Miejsce to oznaczono słupem z napisem „A la tete”, którego cień miał wskazywać miejsce ukrycia skarbu. Ponoć po latach dwóch ubogich ze Studzieńca odkryło przypadkowo skarb, a stając się bogatymi, przenieśli się w okolice Poznania
W Studzieńcu 9 stycznia 1847 r. rozpoczął się ostatni akt misji Antoniego Babińskiego, emisariusza Towarzystwa Demokratycznego Polskiego z Francji. W tym dniu żandarm Komorkiewicz z Rogoźna usiłował wylegitymować Babińskiego w studzienieckiej karczmie. Po wyjściu z szynku Babiński zastrzelił żandarma. Zaczął następnie uciekać w kierunku zamarzniętego jeziora Rogozińskiego, gdzie pochwycili go miejscowi Niemcy. Został stracony 1 lutego 1847 r. w Poznaniu.